# 대한민국 형법 제248조
대한민국 형법 제248조는 복표의 발매 등에 대한 형법각칙의 조문이다.

## 조문
{{인용문제248조(복표의 발매 등) ① 법령에 의하지 아니한 복표를 발매한 사람은 5년 이하의 징역 또는 3천만원 이하의 벌금에 처한다.
② 제1항의 복표발매를 중개한 사람은 3년 이하의 징역 또는 2천만원 이하의 벌금에 처한다.
③ 제1항의 복표를 취득한 사람은 1천만원 이하의 벌금에 처한다.
[전문개정 2013.4.5.]}}

## 사례
- 갑과 을은 골프를 치면서 이기는 쪽에게 거액에 돈을 주기로 하는 내기를 하였다. 이는 비록 내기의 승패가 갑과 을의 개인 골프 기량에 좌우되지만 우연성을 완전히 배제할 수 없으므로 도박죄의 죄책을 질 수 있다[1]

- 철수가 도박장을 개장하고 노련한 속임수로 참가자들의 돈을 모두 딴 경우, 사기도박에 해당하여 도박죄가 아닌 사기죄의 죄책을 진다. 실질적으로 도박의 우연성이 결여되기 때문이다.

## 판례
- 형법 제246조에서 도박죄를 처벌하는 이유는 정당한 근로에 의하지 아니한 재물의 취득을 처벌함으로써 경제에 관한 건전한 도덕법칙을 보호하는 데에 있고, 도박의 의미는 ‘재물을 걸고 우연에 의하여 재물의 득실을 결정하는 것’을 말하는 바, 여기서 ‘우연’이라 함은 주관적으로 ‘당사자가 확실히 예견 또는 자유로이 지배할 수 없는 사실에 관하여 승패를 결정하는 것’을 말하고, 객관적으로 불확실할 것을 요구하지 아니하며, 당사자의 능력이 승패의 결과에 영향을 미친다고 하더라도 다소라도 우연성의 사정에 의하여 영향을 받게 되는 때에는 도박죄가 성립할 수 있다.[2]

## 같이 보기
- 도박죄